# Черноусова, Светлана Альбертовна
Светла́на Альбе́ртовна Черноу́сова (род. 18 сентября 1970, Красноярск, СССР) — российская спортсменка, биатлонистка. Мастер спорта по лыжным гонкам (1990), служебному многоборью (1996), мастер спорта международного класса по биатлону (1996), заслуженный мастер спорта России (2000). Тренеры В. Б. Малыгин, В. М. Песков, А. П. Черноусов, В. И. Стольников, В. М. Фокин. Победительница Кубка Сибири (1994), чемпионка России в эстафетной гонке 4 х 5 км (1995), чемпионка России по служебному многоборью (1995, 1996), победительница Кубка «Победа» в Барнауле по биатлону (1996), неоднократная чемпионка Красноярского края по лыжным гонкам и служебному многоборью. Бронзовый призёр чемпионата России по биатлону (1997). Чемпионка Европы по биатлону в эстафете 4 х 7,5 км (1999, 2004), в спринте на 7,5 км (2005), чемпионка России в гонке на 7,5 км (1999), в эстафете (2000). Чемпионка мира в эстафете 4 х 7,5 км (2000, 2003), неоднократная участница и призёр этапов Кубка мира. Окончила Красноярский педагогический университет.